# Punt van Euler

Punt van Euler van vierhoek

Het punt van Euler van een vierhoek is het snijpunt van de negenpuntscirkels van de vier diagonaaldriehoeken van die vierhoek. In het geval van een koordenvierhoek heeft dit punt allerlei extra eigenschappen en wordt het nevencentrum genoemd.
- D Klingens. Euler-cirkels, 2005.